# Crisia pugeti
Crisia pugeti är en mossdjursart som beskrevs av Robertson 1910. Crisia pugeti ingår i släktet Crisia och familjen Crisiidae. Inga underarter finns listade i Catalogue of Life.